# Alcalá de Henares
Alcalá de Henares (spanskt uttal: [alkaˈla ðe eˈnaɾes]
 ( lyssna)) är en stad och kommun i den autonoma regionen Madrid i centrala Spanien. Staden ligger vid floden Henares, cirka 29,5 kilometer öster om centrala Madrid. Kommunen har 200 702 invånare (2024), på en yta av 87,72 km².
Stadens historiska centrum har upptagits på Unescos världsarvslista. Stadens romerska namn var Complutum. Alcalá de Henares är känd för sitt gamla universitet (Universidad Complutense), som grundades av kardinal Cisneros. År 1508 började den första undervisningen. År 1836 flyttades det till Madrid, men ett nytt universitet skapades år 1977 i Alcalá de Henares under namnet Universidad de Alcalá.